# Alessa Quizon
Alessa Quizon est une surfeuse professionnelle américaine née le 2 janvier 1994 à Honolulu, à Hawaï.

## Biographie
Alessa Qiuzon participe pour la première fois au circuit Qualifying Series en 2012 à l'âge de 18 ans. Cette même année, elle est invitée en tant que wild card à participer au Billabong Rio Pro et termine 3e. En 2013, elle termine 4e du circuit QS et se qualifie pour le Championship Tour.

## Palmarès et résultats

### Saison par saison
- 2012 :
  - 2e du Sea Hawaii Pipeline Women's Pro à Banzai Pipeline sur le North Shore d'Oahu (Hawaï)
  - 3e du Billabong Rio Pro à Rio de Janeiro (Brésil)

- 2013 :
  - 3e du Supergirl Pro à Oceanside (États-Unis)
  - 3e du Pantin Classic Galicia Pro à La Corogne (Espagne)

- 2014 :
  - 2e du Hurley Australian Open à Sydney (Australie)
  - 2e du Hunter Ports Womens Classic à Newcastle (Australie)
  - 2e du Mahalo Surf Eco Festival à Itacaré (Brésil)

- 2015 :
  - 3e du Los Cabos Open of Surf à San José del Cabo (Mexique)[2]

### Classements
| Année             | 2012 | 2013 | 2014 |
| ----------------- | ---- | ---- | ---- |
| Qualifying Series | 22e  | 4e   | 7e   |
| Championship Tour |      |      | 15e  |